# Ativismo pagão
Ativismo pagão é a ação de um indivíduo ou grupo ativista com costumes e crenças pagãs. É uma forma de assumir um papel ativo frente ao mundo dentro dessa religiosidade específica. Nessa ampla gama de ativismo, diversas pessoas declararam apoio a ideias anarquistas, incluindo heathens (pessoas pertencentes a tradições pagãs de matriz germânica), criando assim organizações específicas para sua militância, como o caso da Circle Ansuz e pagãos em geral, do canal de informação Gods & Radicals.
De forma mais abrangente, ocultistas, embora não podendo ser necessariamente pagãos, também ganharam destaque na causa, principalmente magistas do caos, que começaram a se identificar com o conceito e prática da T.A.Z (Zonas Autônomas Temporárias) e as ideias do anarquismo ontológico apresentadas por Hakim Bey.
O ativismo pagão, mesmo que não se tenha a intenção, adquire conotação política, por defender além da difusão e esclarecimento quanto ao paganismo, seus conceitos, e escopo, a liberdade de exercer a opção religiosa de seguir qualquer vertente dentro do paganismo. Sendo assim, considera-se ativismo pagão a defesa de manifestar em público a escolha religiosa, e receber o devido respeito pelas escolhas, sem ser catalogado como pertencente a seitas, nem receber o menosprezo pelas crenças pagãs, que por muitos séculos, foram vilipendiadas e castradas.
O ativismo pagão, encerra em si, além da militância pelos direitos civis de escolha religiosa, a defesa pela integridade de seus membros, o reconhecimento legal do paganismo como religião, em quaisquer local e circunstâncias. E a liberdade de culto e expressão, sem medos a represálias excludentes e fanáticas.
Entre as diversas atividades elencadas no cotidiano do ativismo pagão, encontramos, a conscientização quanto à espiritualidade eco pagã, onde a Terra é colocada como eixo da existência humana.

## Respeito pela vida
A educação das massas perante a conservação da mãe natureza, e importância da reciclagem, e reutilização de matéria-prima. Assim como projetos de expansão, de ecossistemas autossustentáveis.
Em regiões como a Europa, América do Norte e Austrália, o ativismo pagão pode ser encontrado em práticas e eventos do dia-a-dia, onde membros das comunidades pagãs, via de regra, filiam-se a diversas associações e entidades, que zelam pela defesa dos direitos do indivíduo pagão, e pela organização sociopolítica dos núcleos aos que atende, e se direciona.
O cerne do ativismo pagão é a conscientização das massas quanto à normalidade da natureza do paganismo, das crenças politeístas, da desmistificação no que concerne às práticas de magia e bruxaria. O ativismo pagão também está enraizado nos conceitos sociais, as antigas comunidades pagãs ajudavam-se mutuamente e trabalhavam pelo bem do coletivo, por coletivo lê-se vida humana, animal e vegetal.